# Lepidochrysops kilimanjarensis
Lepidochrysops kilimanjarensis is een vlinder uit de familie van de Lycaenidae. De wetenschappelijke naam van de soort is voor het eerst gepubliceerd in 1909 door Embrik Strand.
De soort komt voor in Tanzania (op de Kilimanjaro).